# DJ Ogi
DJ Ogi (rodno ime Dalibor Ogorevac, Rijeka), hrvatski hard techno DJ i producent.

## Djelovanje
DJ Ogi se u svijet elektronske glazbe uključio 1995. godine. Pokretač je techno scene na riječkom području, a ujedno i jedan od predvodnika današnje hrvatske scene elektronske glazbe. Suradnik je emisije X-Music na Radio Crikvenici te jedan od pokretača emisije "Energetica music" na istoimenom radiju. Član je udruge za promicanje elektronske glazbe "Energetica team" iz Rijeke, koja je organizirala "Exoticu", jedan od najvećih hrvatskih open air festivala. Njegov se stil od početka bazira na tvrđim oblicima techno glazbe, a danas ga se može definirat kao pumpajući žestoki techno s primjesama mračnog techna, izveden energetskim miksanjem na 3 decka.
Njegovi su se setovi mogli čuti na zabavama poput Love Paradea u Berlinu, MTV Valkana Beach Festivala 08 na Grobniku, Citadele i Imperium u Brnu, Antistatic u Ostravi, Footworxx u Oostendeu, Teknautike u Landsbergu, Paradoga u Senici te u klubovima Lov.e u Sao Paolu, Zoreksa u Lleidi, Cazin i Tunel u Linzu, Ambasada Gavioli u Izoli, Habitata u Barceloni, Dom In Berg u Grazu, Fabrik u Ostravi, Suburbia u Udinama, Go In u Kemptenu, Ostwerk u Augsburgu, ExExtreme u Bratislavi, Lipa i k4 u Ljubljani, te u hrvatskim klubovima Boogaloo, Colosseum, The Best, Tvornica, Monvi, Q-Vadis itd.
Osim dj-ingom, Ogi se bavi i produkcijom techno glazbe, pa je tako do sada izdao za poznate izdavačke kuće kao što su: Submissions, Compressed, Planet Rhythm, Patterns, Cardiac Arrest, Cannibal Society, GAD X Cell, Arms, Own Stile, Northwest Dynamics, Wired, Giant and Dwarf, Polymeric, Hard Und Trocken, Centerfire, Holzplatten i Compound Records. Neke od njegovih izdanih stvari našle su se i na poznatim cd kompilacijama "Palazzo Mix", "Hardtechno", "Schranzwerk" "Shranz Total". Godine 2005. sa svojim partnerom Danielom Gloomyem, Ogi je otvorio vlastitu izdavačku kuću, Beast Music Records, na kojoj će se, između ostalih, naći i stvari vodećih producenata hard techno glazbe.

## Vanjske poveznice
- Službena stranica
- DJ Ogi diskografija